# 马修·麦康纳
馬修·大衛·麥康納希（英語：Matthew David McConaughey，發音： /məˈkɒnəheɪ/，1969年11月4日—）是一位美國著名男演員及製片人。他第一次獲得的出演機會是在喜劇電影《年少輕狂》（1993年）中，並接著繼續出演恐怖片《德州電鋸殺人狂再臨》（1994年）、驚悚片《殺戮時刻》（1996年）、史蒂芬·史匹柏的歷史劇情片《勇者無懼》（1997年）、科幻片《接觸未來》（1997年）、喜劇片《艾德的私人頻道》（1999年）、戰爭片《U-571》（2000年）。
在2000年代，麥康納最著名的是主演浪漫喜劇電影，包括《愛上新郎》（2001年）、《絕配冤家》（2003年）、《賴家王老五》（2006年）、《傻愛成金》（2008年）、《舊愛找麻煩》（2009年）。自2010年以來，他已漸漸離去浪漫喜劇改走其他戲路，較著名的有《下流正義》（2011年）、《胖尼殺很大》（2011年）、《殺手喬一下》（2011年）、《性腥聞》（2012年）、《泥土》（2012年）、《舞棍俱樂部》（2012年）、《華爾街之狼》（2013年）和《星际效应》（2014年）。
麥康納在2013年的愛滋病剧情片《藥命俱樂部》中獲得了更進一步的成功，這為他贏得了奧斯卡最佳男主角獎、金球獎最佳戲劇類電影男主角和其他多項大獎與提名。他還在2014年廣受好評的HBO犯罪電視劇《無間警探》中飾演羅斯汀·史賓薩／羅斯·柯爾。2014年4月，麥康納被《時代》雜誌評選為「年度百大最具影響力的人物」之一。
2014年11月17日，麥康納在美國加州好萊塢星光大道上留下個人星形獎章。

## 早期生活
馬修·麥康納是家裡三個小孩中年紀最小的，他出生於德克薩斯州的尤瓦爾迪。他的母親瑪麗·凱瑟琳·「凱」（Mary Kathleen "Kay"），娘家姓為麥凱布（McCabe），是一位來自紐澤西州幼兒園的老師與作家。而父親詹姆斯·唐納德·麥康納（James Donald McConaughey）則曾是國家美式足球聯盟的綠灣包裝工隊美式足球員，後並以油管供應業務起家。麥康納的母親和父親跟對方離婚兩次又結婚三次，但他們子女從不知情，直至父親於1992年死於心臟病發。他的祖先的血統包括蘇格蘭、英格蘭、愛爾蘭、瑞典和德國。他與南北戰爭時美利堅聯盟國軍隊准將丹德里奇·麥克雷有親戚關係。麥康納信仰循道宗教派。
馬修搬到達拉斯東邊的朗維尤居住，並在那就讀中學。1988年他作為國際扶輪青少年交換計畫的學生在澳大利亞新南威爾士州的Warnervale居住過一年。1989年進入德州大學奧斯汀分校學習，在那裡他加入了Delta Tau Delta學生會。他於1989年秋天開始，直到1993年春天畢業並獲得廣播影視專業的學士學位。

## 職業生涯
他于1991年开始踏入表演行业，1993年开始参演电影。他在2013年独立电影作品《藥命俱樂部》中对艾滋病患者的演绎广受好评，几乎横扫全部重要奖项之影帝头衔，包括罗马电影节最佳男演员奖、哥谭奖最佳男演员、广播影评人协会奖最佳男主角、金球奖剧情类最佳男主角、美国演员工会奖和第86届奥斯卡最佳男主角奖。
2014年，他主演了克里斯多夫·諾蘭执导的科幻電影《星際效應》而獲得了不錯的評價。
2020年，麥康納出版了他的傳記書《Greenlights》。

## 個人生活

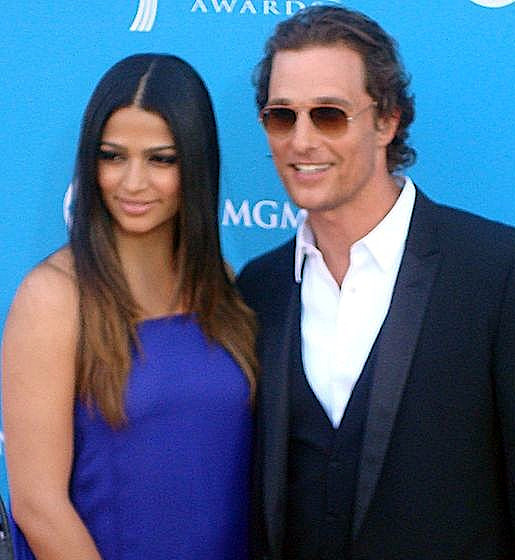
麥康納和他的妻子卡蜜拉·艾維斯（2010年）

2006年，麥康納認識了身為巴西模特和電視演員的卡蜜拉·艾維斯。於2011年12月25日兩人訂婚，並在2012年6月9日結婚，目前這對夫妻定居於美國德克薩斯州的奧斯汀。並舉行過一個私人的天主教儀式來完婚。他們共有三個孩子，在2008年出生的兒子李維·艾維斯·麥康納（Levi Alves McConaughey）、2010年出生的女兒薇達·艾維斯·麥康納（Vida Alves McConaughey）和2012年出生的兒子利文斯頓·艾維斯·麥康納（Livingston Alves McConaughey）。
麥康納堅信名言「Just Keep Livin」，主要用於「致力於幫助青少年兒童積極生活，並做出健康的選擇，成為偉大的男人和女人」。他還曾救出受颶風卡特里娜所困於紐奧良的各種寵物。2006年，在加利福尼亞州的謝爾曼奧克斯，他從兩位年輕人手中救出即將遭燒死的一隻貓咪。